# 本朝皇胤紹運録
『本朝皇胤紹運録』（ほんちょうこういんじょううんろく）は、天皇・皇族の系図。『皇胤紹運録』・『紹運録』・『紹運図』・『本朝帝皇紹運録』・『帝皇系譜』の別称・略称がある。皇室系図の代表的存在であり、『皇統譜』成立以前の一般的な歴代天皇代数はこれに基づいている。

## 概要
後小松上皇の勅命により、時の内大臣洞院満季が、当時に流布していた『帝王系図』など多くの皇室系図を照合勘案、これに天神七代と地神五代を併せて、応永33年（1426年）に成立した。書名の由来は、中国南宋の『歴代帝王紹運図』。当初おそらくは称光院までの系譜が編纂され、また本来は満季の祖父の公定編纂の『尊卑分脈』と併せて一対としていたらしい。
『新校群書類従』第3巻の解題によると、「本書は神代に於ては天神国常立尊から、人皇に於ては後陽成院までの御系統を擧げ、次々に御小傳を記したもの」だが、「元来本書は後小松天皇の御代内大臣藤原満季が勅を奉じて撰んだもの」と記す。権大納言中山定親の日記『薩戒記』の応永23年（1416年）5月14日の條に「今夜内府持二参帝王系圖草一〈依レ仰所二新作一也、〉覧レ之、」とあり、三条西実隆の日記『実隆公記』の文亀2年（1502年）6月23日の條に「禁裏紹運録御本、近代分依レ仰書二繼之一、所々僻字等同直進レ之」とあり、実隆が『紹運録』の書写を後柏原天皇に命じられ、原本の称光院（称光天皇）までの記載に近代分（後柏原天皇まで）を追補し、それ以前の部分に存した誤りを修正して進上したとする。
内容は神代に始まり、天照大神以下の地神五代を掲げ、神武天皇以下の歴代をそれに続ける。歴代天皇を諡号または院号とともに中心に据え、代数・生母・諱・在位年数や立太子・践祚・即位・譲位・崩御の年月日・御陵などの事項を列記する。その他親子・兄弟などの皇族も続柄を系線で結び、右から左に綴る横系図の形式を採用し、生母・略歴・極位・極官・薨年などの注記（尻付）を施している。
後世には、三条西実隆による増補が行われたのをはじめ、書写・刊行されるたびごとに当時の天皇・皇族まで増追補が行われ、写本や刊本の間でも内容に異同が多いが、数ある皇室系図の中で権威があるものとされる。江戸時代まで皇室においては、この『本朝皇胤紹運録』に基づく歴代天皇の代数が用いられてきた。刊本では『群書類従』本が最も著名で、昭和5年（1930年）刊行の『新校群書類従』第3巻収録『本朝皇胤紹運録』では昭和天皇までの系譜が書き継がれている。内閣文庫所蔵旧楓山文庫本は、文亀2年（1502年）6月の三条西実隆の奥書を載せた伝飛鳥井雅庸筆写本とされる。
現在の『皇統譜』と異なり、神功皇后や北朝の光厳院・光明院・崇光院・後光厳院・後円融院を歴代天皇とする一方、廃帝の弘文天皇や仲恭天皇、南朝の後村上院・長慶院・後亀山院を歴代外としており、北朝正統に依拠している。『本朝皇胤紹運録』の編纂には、南朝の天皇の正統性を否定する目的があったとも言われている。なお、現在の『皇統譜』は、明治維新後に再び南北朝正閏論が活発化して以降に、南朝正統論に基づく南朝天皇を歴代に加えている。元老院が編纂した『纂輯御系図』（明治10年（1877年）初版）では、本系図を基礎にしつつ諸本を校合して、更なる信憑性の向上が図られているとされる。
なお、天明5年（1785年）に津久井尚重の著した『南朝皇胤紹運録』（『南朝編年記略』の付録）は全くの別系図である。

## 本朝皇胤紹運録における歴代天皇
『新校群書類従』第3巻収録の『本朝皇胤紹運録』では、代数の下に『皇統譜』による代数を括弧書きで記している。表記は『新校群書類従』第3巻による。
| 天皇         | 代数（皇統譜） | 代数（本朝皇胤紹運録） | 表記（本朝皇胤紹運録） | 備考 |
| ------------ | -------------- | ---------------------- | ---------------------- | --- |
| 神武天皇     | 1              | 1                      | 神武天皇               | |
| 綏靖天皇     | 2              | 2                      | 綏靖天皇               | |
| 安寧天皇     | 3              | 3                      | 安寧天皇               | |
| 懿徳天皇     | 4              | 4                      | 懿徳天皇               | |
| 孝昭天皇     | 5              | 5                      | 孝昭天皇               | |
| 孝安天皇     | 6              | 6                      | 孝安天皇               | |
| 孝霊天皇     | 7              | 7                      | 孝霊天皇               | |
| 孝元天皇     | 8              | 8                      | 孝元天皇               | |
| 開化天皇     | 9              | 9                      | 開化天皇               | |
| 崇神天皇     | 10             | 10                     | 崇神天皇               | |
| 垂仁天皇     | 11             | 11                     | 垂仁天皇               | |
| 景行天皇     | 12             | 12                     | 景行天皇               | |
| 成務天皇     | 13             | 13                     | 成務天皇               | |
| 仲哀天皇     | 14             | 14                     | 仲哀天皇               | |
| 神功皇后     | ―              | 15                     | 神功皇后               | 在位期間は摂政と明記されるが、歴代天皇に含まれる。 |
| 応神天皇     | 15             | 16                     | 応神天皇               | |
| 仁徳天皇     | 16             | 17                     | 仁徳天皇               | |
| 履中天皇     | 17             | 18                     | 履中天皇               | |
| 反正天皇     | 18             | 19                     | 反正天皇               | |
| 允恭天皇     | 19             | 20                     | 允恭天皇               | |
| 安康天皇     | 20             | 21                     | 安康天皇               | |
| 雄略天皇     | 21             | 22                     | 雄略天皇               | |
| 清寧天皇     | 22             | 23                     | 清寧天皇               | |
| 顕宗天皇     | 23             | 24                     | 顕宗天皇               | 「飯豊天皇」が姉として挿入される。 |
| 仁賢天皇     | 24             | 25                     | 仁賢天皇               | 同上 |
| 武烈天皇     | 25             | 26                     | 武烈天皇               | |
| 継体天皇     | 26             | 27                     | 継体天皇               | |
| 安閑天皇     | 27             | 28                     | 安閑天皇               | |
| 宣化天皇     | 28             | 29                     | 宣化天皇               | |
| 欽明天皇     | 29             | 30                     | 欽明天皇               | |
| 敏達天皇     | 30             | 31                     | 敏達天皇               | |
| 用明天皇     | 31             | 32                     | 用明天皇               | |
| 崇峻天皇     | 32             | 33                     | 崇峻天皇               | |
| 推古天皇     | 33             | 34                     | 推古天皇               | |
| 舒明天皇     | 34             | 35                     | 舒明天皇               | |
| 皇極天皇     | 35             | 36                     | 皇極天皇               | |
| 孝徳天皇     | 36             | 37                     | 孝徳天皇               | |
| 斉明天皇     | 37             | 38                     | 斉明天皇               | 皇極天皇重祚。 |
| 天智天皇     | 38             | 39                     | 天智天皇               | |
| 弘文天皇     | 39             | ―                      | （弘文天皇）大友皇子   | |
| 天武天皇     | 40             | 40                     | 天武天皇               | |
| 持統天皇     | 41             | 41                     | 持統天皇               | |
| 文武天皇     | 42             | 42                     | 文武天皇               | |
| 元明天皇     | 43             | 43                     | 元明天皇               | |
| 元正天皇     | 44             | 44                     | 元正天皇               | |
| 聖武天皇     | 45             | 45                     | 聖武天皇               | |
| 孝謙天皇     | 46             | 46                     | 孝謙天皇               | |
| 淳仁天皇     | 47             | 47                     | （淳仁天皇）淡路廃帝   | 「廃帝」であるが、歴代天皇に含まれる。即位礼等有り。 |
| 称徳天皇     | 48             | 48                     | 称徳天皇               | 孝謙天皇重祚。 |
| 光仁天皇     | 49             | 49                     | 光仁天皇               | |
| 桓武天皇     | 50             | 50                     | 桓武天皇               | |
| 平城天皇     | 51             | 51                     | 平城天皇               | |
| 嵯峨天皇     | 52             | 52                     | 嵯峨天皇               | |
| 淳和天皇     | 53             | 53                     | 淳和天皇               | |
| 仁明天皇     | 54             | 54                     | 仁明天皇               | |
| 文徳天皇     | 55             | 55                     | 文徳天皇               | |
| 清和天皇     | 56             | 56                     | 清和天皇               | |
| 陽成天皇     | 57             | 57                     | 陽成天皇（陽成院）     | 「陽成天皇」とするものと「陽成院」とするものとがある。 |
| 光孝天皇     | 58             | 58                     | 光孝天皇               | |
| 宇多天皇     | 59             | 59                     | 宇多天皇（宇多院）     | 「宇多天皇」とするものと「宇多院」とするものとがある。 |
| 醍醐天皇     | 60             | 60                     | 醍醐天皇               | |
| 朱雀天皇     | 61             | 61                     | 朱雀天皇               | |
| 村上天皇     | 62             | 62                     | 村上天皇               | |
| 冷泉天皇     | 63             | 63                     | 冷泉院                 | |
| 円融天皇     | 64             | 64                     | 円融院                 | |
| 花山天皇     | 65             | 65                     | 花山院                 | |
| 一条天皇     | 66             | 66                     | 一条院                 | |
| 三条天皇     | 67             | 67                     | 三条院                 | |
| 後一条天皇   | 68             | 68                     | 後一条院               | |
| 後朱雀天皇   | 69             | 69                     | 後朱雀院               | |
| 後冷泉天皇   | 70             | 70                     | 後冷泉院               | |
| 後三条天皇   | 71             | 71                     | 後三条院               | |
| 白河天皇     | 72             | 72                     | 白河院                 | |
| 堀河天皇     | 73             | 73                     | 堀河院                 | |
| 鳥羽天皇     | 74             | 74                     | 鳥羽院                 | |
| 崇徳天皇     | 75             | 75                     | 崇徳院                 | |
| 近衛天皇     | 76             | 76                     | 近衛院                 | |
| 後白河天皇   | 77             | 77                     | 後白河院               | |
| 二条天皇     | 78             | 78                     | 二条院                 | |
| 六条天皇     | 79             | 79                     | 六条院                 | |
| 高倉天皇     | 80             | 80                     | 高倉院                 | |
| 安徳天皇     | 81             | 81                     | 安徳天皇               | |
| 後鳥羽天皇   | 82             | 82                     | 後鳥羽院               | |
| 土御門天皇   | 83             | 83                     | 土御門院               | |
| 順徳天皇     | 84             | 84                     | 順徳院                 | |
| 仲恭天皇     | 85             | ―                      | （仲恭天皇）九条廃帝   | 承久の乱にて廃位され、歴代天皇に含まれず。即位礼等も無し。 |
| 後堀河天皇   | 86             | 85                     | 後堀河院               | |
| 四条天皇     | 87             | 86                     | 四条院                 | |
| 後嵯峨天皇   | 88             | 87                     | 後嵯峨院               | |
| 後深草天皇   | 89             | 88                     | 後深草院               | |
| 亀山天皇     | 90             | 89                     | 亀山院                 | |
| 後宇多天皇   | 91             | 90                     | 後宇多院               | |
| 伏見天皇     | 92             | 91                     | 伏見院                 | |
| 後伏見天皇   | 93             | 92                     | 後伏見院               | |
| 後二条天皇   | 94             | 93                     | 後二条院               | |
| 花園天皇     | 95             | 94                     | 花園院                 | |
| 後醍醐天皇   | 96             | 95                     | 後醍醐院               | 2度の在位だが、便宜上1代としている。 |
| 後村上天皇   | 97             | ―                      | （後村上天皇）義良親王 | 「南方で天皇と称し、後村上天皇と号した人」と注意書きがなされている。 |
| 長慶天皇     | 98             | ―                      | （長慶天皇）寛成親王   | 「南方で自ら勝手に天皇と名乗り、長慶天皇と号した人」と注意書きがなされている。 |
| 後亀山天皇   | 99             | ―                      | （後亀山天皇）熙成王   | 「吉野で降伏したあと、本当は天皇でなかったのだけれど便宜的に太上天皇とされ、後亀山院と号した人」と注意書きがなされている。 |
| 光厳天皇     | 北朝1          | 96                     | 光厳院                 | 後醍醐天皇に廃位されているが、その後治天の君として政権を奪還し、京都に北朝を開いた。 |
| 光明天皇     | 北朝2          | 97                     | 光明院                 | 『続神皇正統記』では、後醍醐（95代）、光厳（96代）、後醍醐（97代）、光明（98代）としている。 |
| 崇光天皇     | 北朝3          | 98                     | 崇光院                 | 正平一統の際、南朝の後村上天皇から廃位され、同天皇より尊号を受けた。その後賀名生に拉致されたが、後光厳天皇（北朝4代）が即位し、北朝は復活した。                                                                               |
| 後光厳天皇   | 北朝4          | 99                     | 後光厳院               | |
| 後円融天皇   | 北朝5          | 100                    | 後円融院               | |
| 後小松天皇   | 100            | 101                    | 後小松院               | 『皇統譜』では後亀山天皇（99代）からの譲位として第100代天皇とするが、自身が編纂を命じた『本朝皇胤紹運録』ではあくまで父の後円融天皇（北朝5代）からの譲位として後小松天皇を第101代天皇とし、南朝からの皇位継承は認めていない。 |
| 称光天皇     | 101            | 102                    | 称光院                 | |
| 後花園天皇   | 102            | 103                    | 後花園院               | 伏見宮貞成親王の実子だが、後小松上皇の猶子として即位したため後小松院の皇子として記される。 |
| 後土御門天皇 | 103            | 104                    | 後土御門院             | |
| 後柏原天皇   | 104            | 105                    | 後柏原院               | |
| 後奈良天皇   | 105            | 106                    | 後奈良院               | |
| 正親町天皇   | 106            | 107                    | 正親町院               | |
| 後陽成天皇   | 107            | 108                    | 後陽成院               | |
| 後水尾天皇   | 108            | 109                    | 後水尾院               | |
| 明正天皇     | 109            | 110                    | 明正院                 | |
| 後光明天皇   | 110            | 111                    | 後光明院               | |
| 後西天皇     | 111            | 112                    | 後西院                 | |
| 霊元天皇     | 112            | 113                    | 霊元院                 | |
| 東山天皇     | 113            | 114                    | 東山院                 | |
| 中御門天皇   | 114            | 115                    | 中御門院               | |
| 桜町天皇     | 115            | 116                    | 桜町院                 | |
| 桃園天皇     | 116            | 117                    | 桃園院                 | |
| 後桜町天皇   | 117            | 118                    | 後桜町院               | |
| 後桃園天皇   | 118            | 119                    | 後桃園院               | |
| 光格天皇     | 119            | 120                    | 光格天皇               | 閑院宮典仁親王の実子であるが、後桃園院の皇子として記される。宸翰に『本朝皇胤紹運録』に基づく天皇代数「神武第百二十代兼仁」の使用例がある。                                                                                    |
| 仁孝天皇     | 120            | 121                    | 仁孝天皇               | |
| 孝明天皇     | 121            | 122                    | 孝明天皇               | 宸翰に『本朝皇胤紹運録』に基づく天皇代数「百廿二代孫統仁」の使用例がある。 |
| 明治天皇     | 122            | 123                    | 明治天皇               | |
| 大正天皇     | 123            | 124                    | 大正天皇               | |
| 昭和天皇     | 124            | 125                    | 今上天皇               | 『新註皇学叢書』では「今上皇帝」と記している。 |
| 上皇         | 125            | (126)                  | ―                      | |
| 今上天皇     | 126            | (127)                  | ―                      | |

## 活字本
活字本は幕末以降の増補部分と注記部分の異同を除いて、基本的に『群書類従』版本を底本としている。
- 「本朝皇胤紹運録」『群書類従』 第4輯（翻刻）、経済雑誌社、1893年8月27日、1–81頁。doi:10.11501/1879724。  - 森貞二郎校合。版本『群書類従』の翻刻。後桃園院の子女まで収録[13]。
- 「本朝皇胤紹運録」『群書類従』 第4輯（再翻刻）、経済雑誌社、1898年11月5日、1–113頁。doi:10.11501/1879458。  - 黒板勝美校合。版本『群書類従』の再翻刻。明治天皇皇女多喜子内親王まで増補[13]。
- 「本朝皇胤紹運録」『新註皇学叢書』 第4巻、広文庫刊行会、1928年8月25日、1–119頁。doi:10.11501/1226135。  - 昭和天皇皇女祐子内親王薨去記事まで増補[13]。
- 「本朝皇胤紹運録」『新校群書類従』 第3巻、内外書籍、1930年5月20日、379–498頁。doi:10.11501/1879733。  - 昭和天皇皇女和子内親王誕生記事まで増補[13]。